# El prado (cuento de Ray Bradbury)
El prado (título original en inglés: The Meadow) es un cuento del escritor estadounidense Ray Bradbury publicado originalmente en su antología de cuentos Las doradas manzanas del sol (1953). Posteriormente fue incluido en Twice 22 (1966).
El 2 de enero de 1947 en la serie radiofónica World Security Workshop de la ABC se emitió The Meadow, una obra de un acto adaptada por el propio Bradbury a partir de una historia del mismo título, aún inédita. Bradbury luego lo revisó para convertirlo en cuento (1953) y en una obra de teatro (1960), representada en el Huntington Hartford Theatre de Hollywood.

## Argumento
Mientras los decorados de unos estudios de cine son derribados por una cuadrilla de demolición, un vigilante nocturno va rehaciendo a su ritmo lo que puede. Cuando el jefe de la cuadrilla se da cuenta, avisa al señor Douglas, dueño de los estudios que había dado la orden de derribo.